# Sunne
Sunne – szwedzkie miasto położone w środkowej części regionu Värmland, w gminie Sunne. Leży u stóp szwedzkiej części Gór Skandynawskich, w pobliżu granicy z Norwegią. Sunne jest siedzibą gminy o tej samej nazwie. Według ostatniego spisu mieszkańców mieszkają tam 4903 osoby.
Sunne jest ośrodkiem narciarskim. Znajduje się tu 18 tras obsługiwanych przez 7 wyciągów. W przeszłości rozgrywano tutaj zawody Pucharu Świata w biegach narciarskich.
Ludzie związani z Sunne:
- Sven-Göran Eriksson – piłkarz i trener,
- Helene Tursten – pisarka,
- Anders Fryxell – historyk,
- Ana Johnsson – piosenkarka.

## Galeria

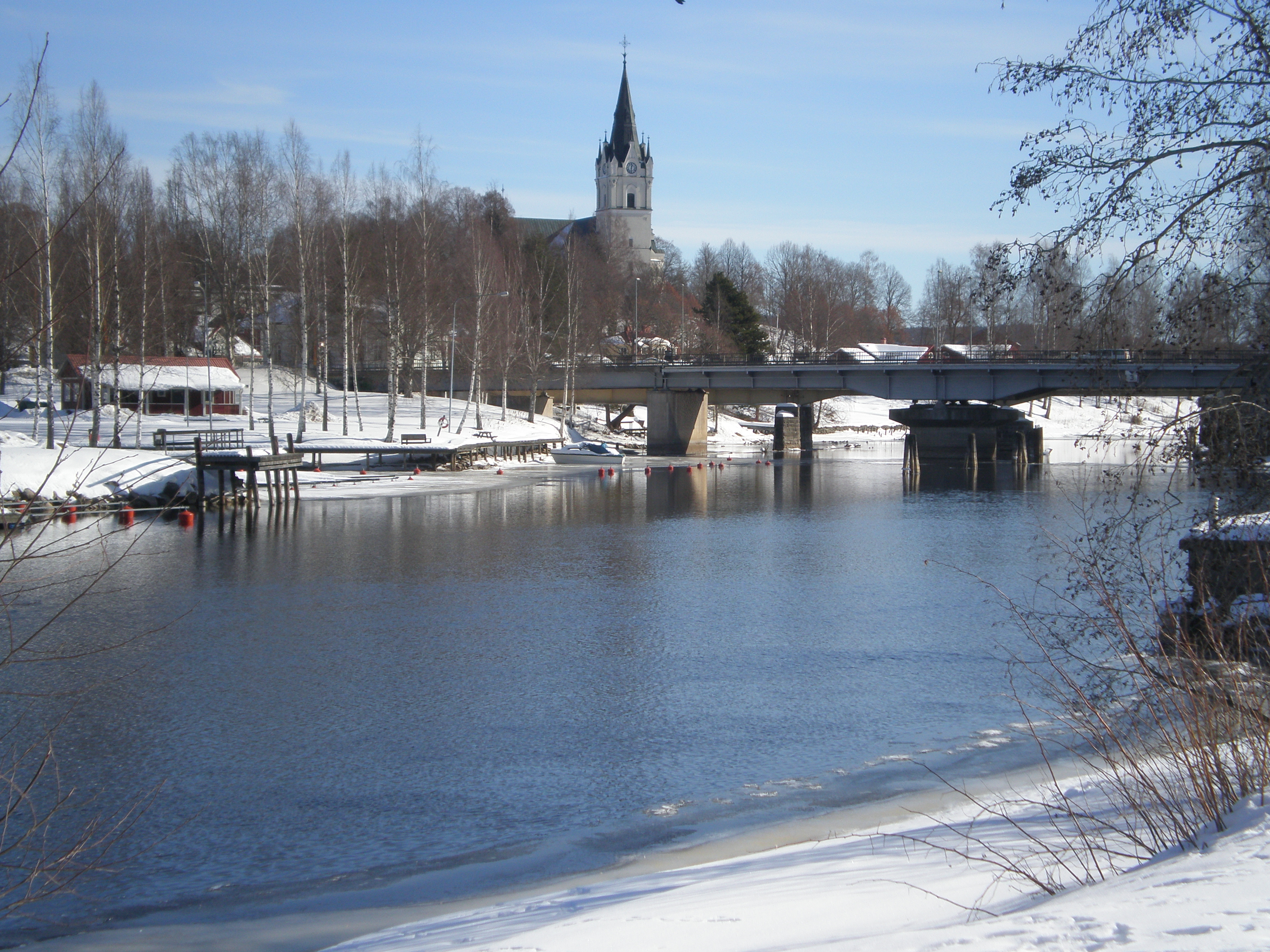
Sunne
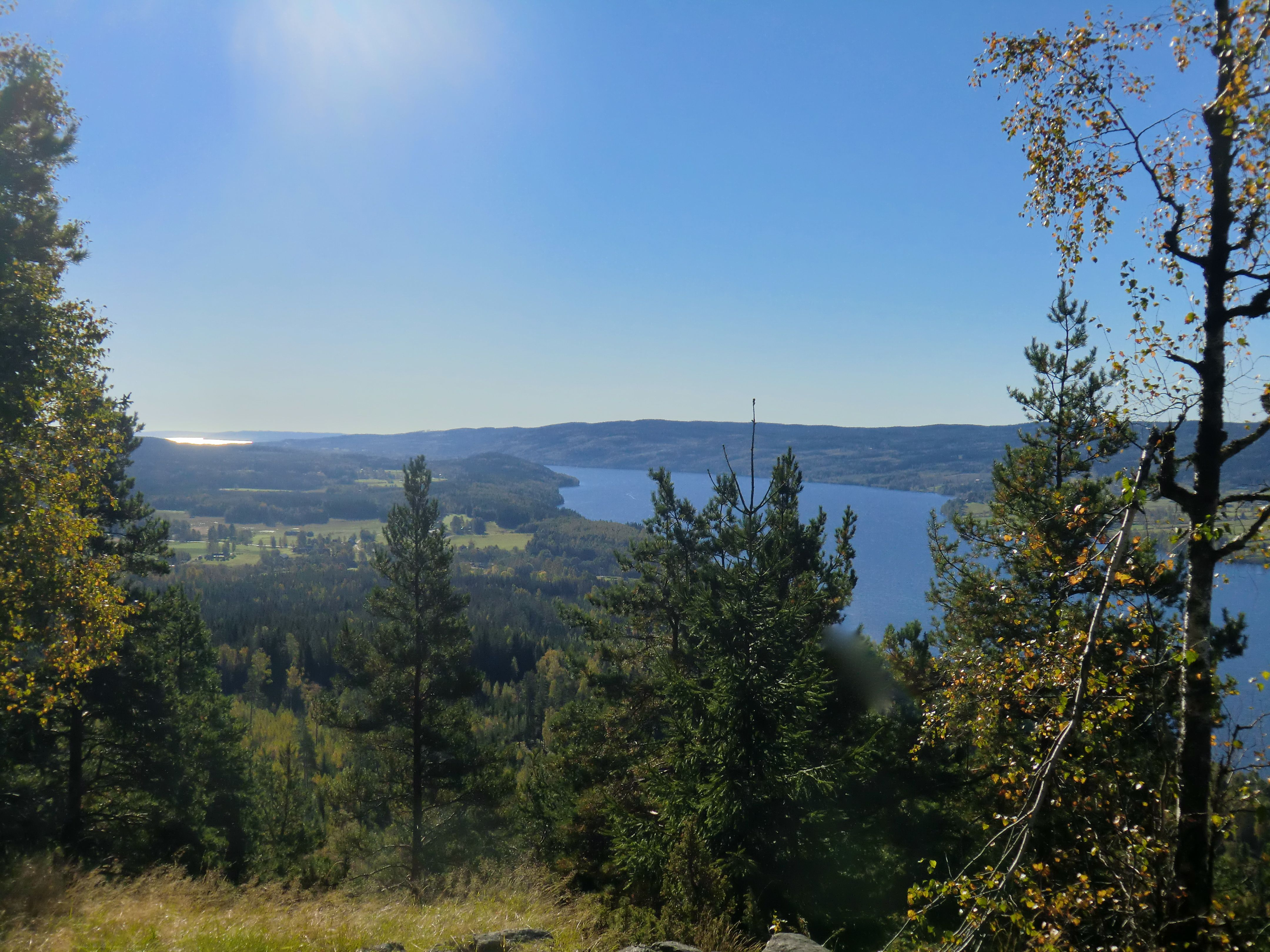
Jezioro Rottnen w pobliżu Sunne
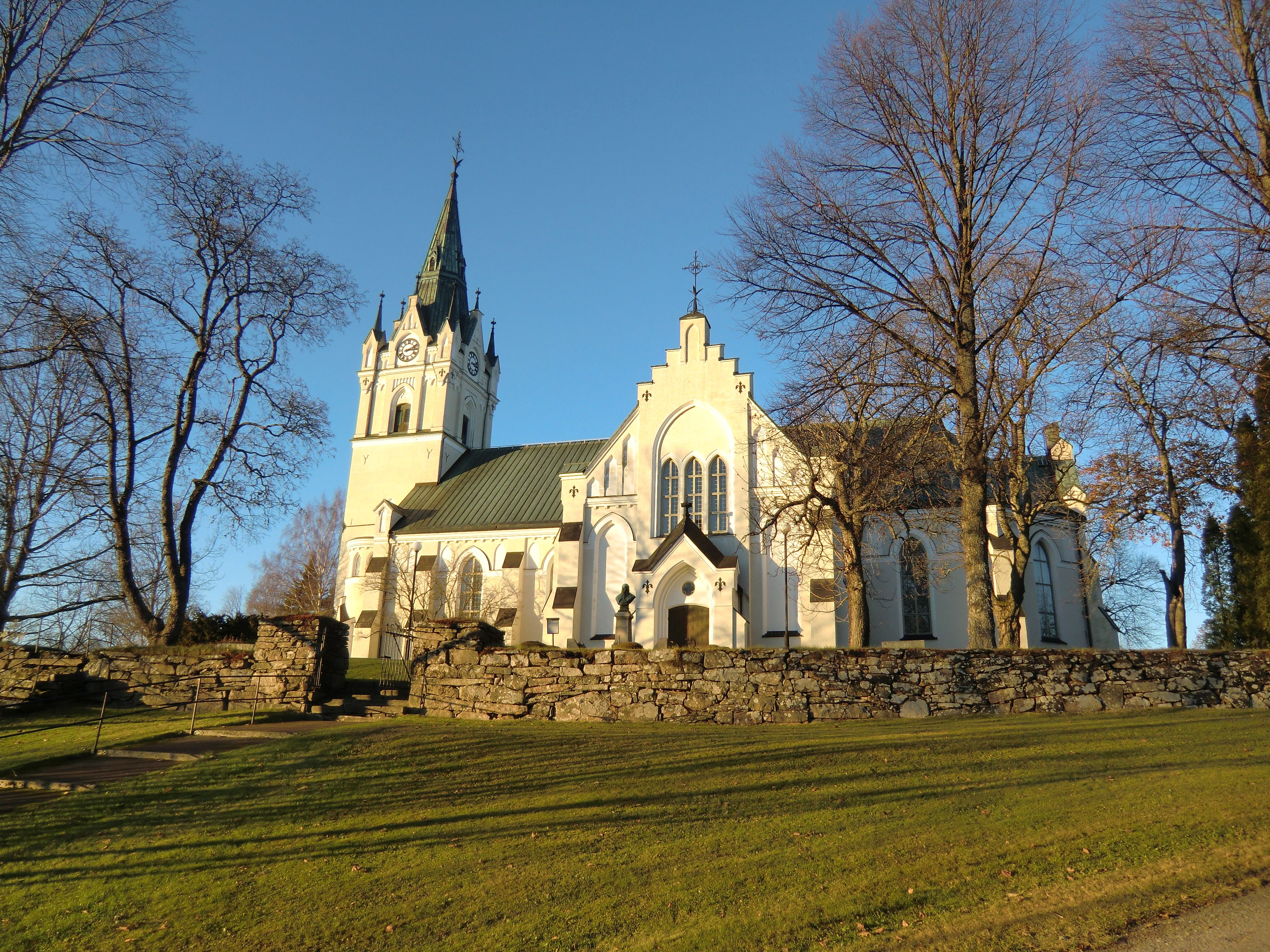
Kościół w Sunne
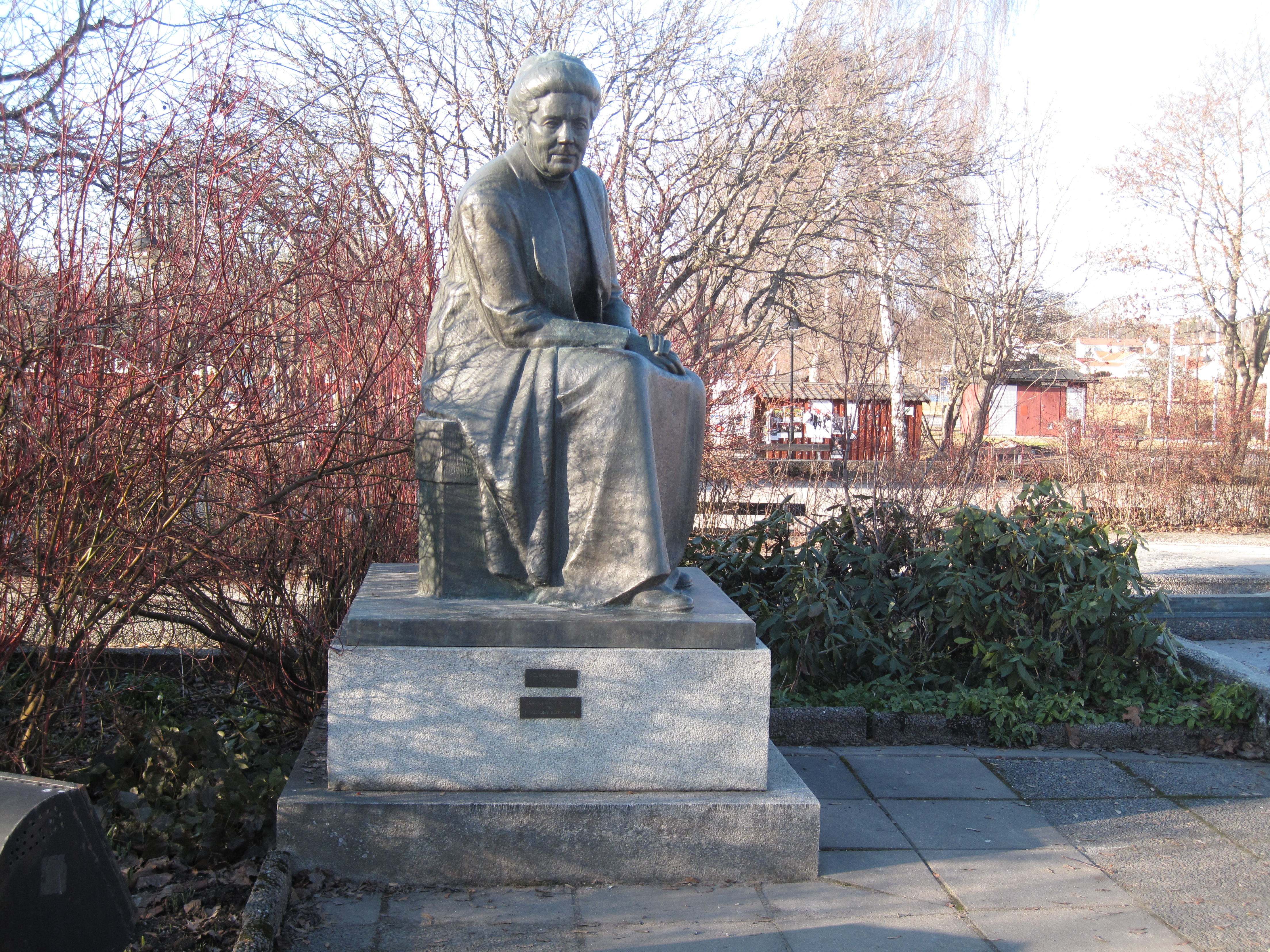
Posąg Selmy Lagerlöf w Sunne